# Juan Pablo Castañón Castañón
Juan Pablo Castañón Castañón (Los Mochis, Sinaloa el 24 de noviembre de 1960) es un empresario mexicano. Desde 1985, ha colaborado con organismos de representación empresarial y dirigió la Confederación Patronal de la República Mexicana (2012-2015) y el Consejo Coordinador Empresarial (2015-2019).

## Biografía y educación
Originario de Los Mochis, Sinaloa, Juan Pablo Castañón estudió la licenciatura en Actuaría en la Universidad Anáhuac del Norte y más tarde realizaría estudios de posgrado en el Instituto Tecnológico Autónomo de México para titularse como Maestro en Administración de empresas.

## Trayectoria empresarial
En 1987 inició su carrera empresarial al fundar Almacenes Muebleros de Los Mochis, y desde entonces se ha encargado de dirigir empresas de distintos giros como Almacenes El Faro, donde fue socio desde el año de 1991; Campo J y F, empresa que fundó en el 2004 e Industrias Vepinsa, empresa dedicada a la biotecnología, donde ha sido presidente de desde el año 2006.
Dentro de COPARMEX, fue Presidente del Centro Empresarial del Valle del Fuerte (Los Mochis) de 1998 al 2001 y posteriormente Presidente de la Federación Norte Pacífico. Además, se desempeñó como miembro de la Comisión Ejecutiva, así como de la Comisión de Contenido del Encuentro Empresarial del 2010 al 2012.
En noviembre del 2012 tomó protesta como Presidente Nacional de COPARMEX, siendo reelegido durante el siguiente periodo. En diciembre del 2015, Juan Pablo Castañón tomó protesta como el nuevo titular del Consejo Coordinador Empresarial (CCE), organismo de representación e interlocución del sector empresarial de México.
También ha incursionado en el camino de la filantropía, ya que desde el año 2004 dirige el Patronato a la Casa Hogar Santa Eduwiges, dedicada al cuidado y formación de niñas y niños desprotegidos de la Región Norte del estado de Sinaloa y además, es socio fundador de Sociedad con Valores, IAP, institución que impulsa la promoción de los valores humanos en la comunidad educativa y empresarial de la misma región.